# Stara Brzuza
Stara Brzuza – wieś w Polsce położona w województwie mazowieckim, w powiecie garwolińskim, w gminie Borowie. 
Wierni Kościoła rzymskokatolickiego należą do parafii Świętej Trójcy w Borowiu.
W latach 1975–1998 miejscowość administracyjnie należała do województwa siedleckiego.
Z tej miejscowości pochodzi zespół ludowy "Borowianki" z Brzuzy, występujący na uroczystościach gminnych i powiatowych. 